# Livio Sanuto
Pour les articles homonymes, voir Sanuto.
Livio Sanuto, également appelé Livio Sanudo ou Livius Sanutus, né aux environs de 1520 à Venise et mort en Italie probablement en 1576 à l’âge de 56 ans, est un géographe, cosmographe et mathématicien vénitien qui a contribué de manière significative à la compréhension géographique du monde. Ainsi il réalise des globes terrestres et le premier atlas de l'Afrique (Geografia dell' Africa), qui furent publiés, et qui lui valurent, à l'époque, une grande réputation. L'atlas de Sanuto est un ouvrage très exact et fort remarquable pour l'époque, il est utilisé pendant presque un siècle, comme base par d'autres cartographes et cosmographes de premier plan pour leurs propres travaux.

## Origine
Livio Sanuto descend de la famille de patriciens vénitienne Sanudo (italianisé Sanuto), existant depuis environ le Ve siècle, qui au cours des siècles a produit un certain nombre d'hommes politiques (sénateurs), des soldats, des écrivains et des chercheurs. Par exemple, Marco Sanudo (≈1153-≈1227), qui en 1207, fonde le duché de Naxos dans la mer Égée, à la suite de la quatrième croisade, ou encore l'écrivain et historien Marino Sanudo (1466-1533). Le père de Livio Sanuto, Francesco Sanuto, était  un sénateur vénitien de la république de Venise, il lui fit donner une solide instruction et l'envoya étudier les mathématiques dans les plus célèbres universités d'Allemagne. L'autre membre connu de la famille est son frère Giulio Sanuto (1540-1588), qui était dessinateur et graveur sur cuivre, il a été au côté de Livio Sanuto un collaborateur précieux pour son œuvre.

## Réalisations
À l'époque des réalisations de Livio Sanuto, il y eut un bouleversement dans la géographie à la suite des vastes expéditions (Amérique, Asie), les espaces de la Terre jusqu'alors envisagés ont fortement évolué, ce qui contraint les cartographes et les cosmographes à de nouvelles réflexions dans leurs projections. Ainsi, les cartes de Ptolémée étaient dans la deuxième moitié du XVIe siècle, à peu près un siècle après leur redécouverte au début de la Renaissance, remplacées par de nouvelles cartes, qui ont été créés d'abord et surtout par Gérard Mercator (1512-1594) et Abraham Ortelius (1527-1598), grâce à des nouvelles méthodes de calcul. Aussi de tout nouveaux atlas (Atlas Novus) sont apparus au cours de cette période.
Livio Sanuto a rencontré certaines de ces innovations dans son environnement immédiat. Le cartographe Giacomo Gastaldi (1500-1566), installé à Venise depuis 1539, introduit la gravure en tant que méthode de présentation de la cartographie et publie en 1548 une sorte d'atlas précurseur avec son ouvrage La universale descrittione del mondo, contenant une série de cartes en petit format. Il est tout à fait concevable que Sanuto et Gastaldi se soient connus personnellement et qu’ils en soient venus à échanger des idées.
Livio Sanuto avait commencé à rédiger une géographie universelle, son objectif était de décrire tous les continents et de les cartographier, ainsi que de créer un atlas du monde, mais seulement une petite partie fut réalisée. Quand il est mort vers 1576, seule la partie consacrée à l'Afrique fut achevée, et Giulio Sanuto, son frère, ainsi que Saraceni, son ami, furent capables de graver toutes les cartes et de publier finalement l'ouvrage en 1588. L'atlas (Geografia dell' Africa) contient12 cartes (gravées sur cuivre) et il fournit de nombreux commentaires. Il comprend 146 pages en tout, dans un format pratique, appliqué pour la première fois par l'éditeur et marchand de cartes Antonio Lafreri (1512-1577) dans ses publications. La précision des cartes de Sanuto (avec toutes les inexactitudes et erreurs de l'époque) impressionne également, même après des siècles. Les 12 grandes cartes gravées sur cuivre peuvent être considérées comme des chefs-d’œuvre de la cartographie italienne du XVIe siècle et il est dommage que Livio Sanuto n’ait pas pu créer un atlas complet du monde, il aurait été un ouvrage éminent dans l'histoire de la cartographie.

## Globes
Livio Sanuto a réalisé de nombreux globes :
- Des globes terrestres, que Livio Sanuto a produit en collaboration avec Giulio, on en conserve un, en morceaux : le dit Globe Holzheimer, datant de 1561 et de diamètre 68,5 cm.
- Un autre globe terrestre, placé dans un cadre carré en bois, lui est également attribué[3].